# Taylor Holmes
Pour les articles homonymes, voir Holmes.

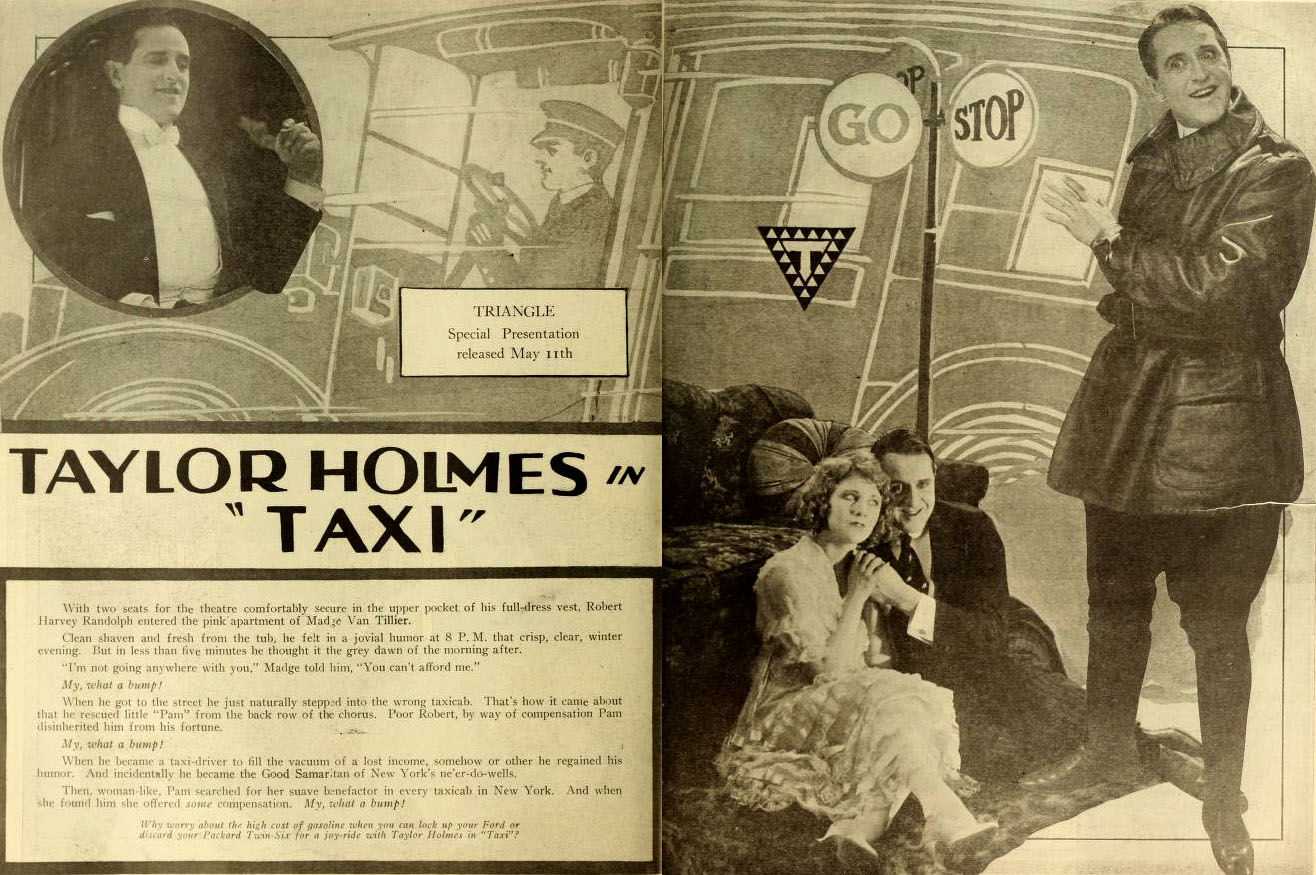
Publicité (1919).

Taylor Holmes est un acteur de théâtre et de cinéma américain, né le 16 mai 1878 à Newark (New Jersey) et mort le 30 septembre 1959 à Hollywood (Californie).

## Biographie
Il est le père des acteurs Phillips Holmes (1907-1942) et Ralph Holmes (1915-1945).

## Filmographie partielle
- 1925 : Le Courrier rouge (The Crimson Runner) de Tom Forman
- 1936 : The Crime of Dr. Forbes de George Marshall
- 1936 : Le Premier Né (The First Baby) de Lewis Seiler : Mr. Wells
- 1947 : Le Carrefour de la mort d'Henry Hathaway : Earl Howser
- 1947 : Le Charlatan d'Edmund Goulding : Ezra Grindle
- 1947 : Boomerang ! d'Elia Kazan : T.M. Wade
- 1948 : Les Pillards de Joseph Kane : Eben Martin
- 1948 : Jeanne d'Arc de Victor Fleming : Jean, évêque d’Avranches
- 1948 : Scandale en première page de Robert B. Sinclair : Attorney Rice
- 1948 : Acte de violence de Fred Zinnemann : Gavery
- 1949 : Monsieur Belvédère au collège (Mr. Belvedere Goes to College) de Elliott Nugent : Dr Gibbs, le recteur de l'université
- 1949 : Chasse aux maris (Once More, My Darling) de Robert Montgomery : Jed Connell
- 1950 : Le Roi du tabac de Michael Curtiz : Lawyer Calhoun
- 1950 : Sables mouvants d'Irving Pichel : l'avocat Harvey
- 1950 : Le Père de la mariée de Vincente Minnelli : Warner
- 1950 : Terre damnée de John Farrow : Theodosius Roberts
- 1951 : La Première Légion de Douglas Sirk : Père Keene
- 1951 : Le Rocher du diable de William Cameron Menzies : Albert Monroe
- 1951 : Les Coulisses de Broadway de James V. Kern : Willard Glendon
- 1952 : Beware, My Lovely d'Harry Horner : Walter Armstrong
- 1953 : Les hommes préfèrent les blondes d'Howard Hawks : Esmond Sr.
- 1954 : Le Maître du monde (Tobor the Great) de Lee Sholem : professeur Arnold Nordstrom
- 1954 : Les Proscrits du Colorado de William Witney : Andrew Devlin
- 1956 : La Horde sauvage de Joseph Kane : Pete Callaher
- 1959 : La Belle au bois dormant de Clyde Geronimi : King Stefan (voix uniquement)

## Enregistrement sonore
- 1915 : Boots (1903) de Rudyard Kipling[1]